# Котачала
Котачала је насељено мјесто у општини Кисељак, Босна и Херцеговина.

## Становништво
|             | 2013.      | 1991.       | 1981.        | 1971.        | 1961.        |
| Укупно      | 3 (100,0%) | 25 (100,0%) | 25 (100,0%)  | 39 (100,0%)  | 29 (100,0%)  |
| Роми        | 3 (100,0%) | –           | –            | –            | –            |
| Бошњаци     | –          | –           | 18 (72,00%)1 | 39 (100,0%)1 | 28 (96,55%)1 |
| Југословени | –          | –           | 7 (28,00%)   | –            | 1 (3,448%)   |

1. 1 На пописима од 1971. до 1991. Бошњаци су пописивани углавном као Муслимани.